# 克拉列沃
克拉列沃（(塞尔维亚语：／，發音：[krǎːʎɛʋɔ] ⓘ）是位于塞尔维亚南部的一个城市。克拉列沃是拉什卡州的首府。在2002年，克拉列沃市（包括郊区）有人口82,846人（全区有人口121,707人）。在1991年，克拉列沃有人口82,846人。由于有大量的难民从科索沃和波黑涌入，今日克拉列沃的人口估计已接近10万人。